# Corriente de Australia Occidental

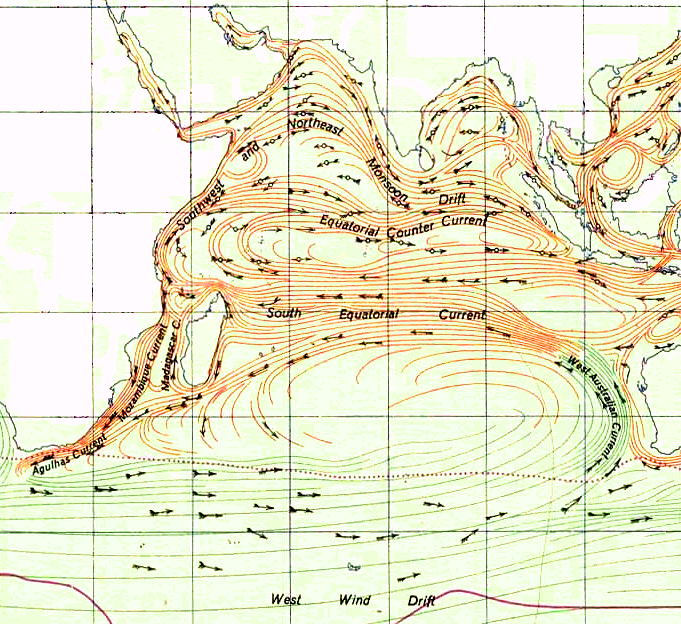
Corrientes del océano Índico. La corriente de Australia Occidental está situada a la derecha del mapa

La corriente de Australia Occidental es una corriente marina fría del océano Índico que recorre la costa occidental de Australia desde el sur hacia el norte, en dirección opuesta a la corriente de Leeuwin.
Su intensidad varía a lo largo del año, siendo más intensa entre los meses de noviembre y enero, y más débil entre mayo y julio.
Tiene su origen en una derivación de la corriente Circumpolar Antártica y finaliza integrándose en la corriente Ecuatorial del Sur cuando la intensa insolación ha elevado la temperatura de sus aguas.